# Izba rzemieślnicza (II RP)
Izby rzemieślnicze w II Rzeczypospolitej – organizacja samorządu gospodarczego ustanowiona rozporządzeniem Prezydenta RP z mocą ustawy w 1933 r., będącą instytucją samorządu gospodarczego, jako stałej reprezentacji gospodarczych i zawodowych interesów rzemiosła.

## Zakres działania Izby
Do zakresu działania izb rzemieślniczych należało:
- współdziałanie z władzami państwowymi w sprawach dotyczących interesów rzemiosła przez udzielanie informacji i wydawanie opinii;
- przedstawianie władaniu państwowym i samorządowym życzeń i wniosków, dotyczących interesów rzemiosła;
- popieranie instytutów badawczych, muzeów, wystaw, pokazów, jarmarków rzemieślniczych, biur informacyjnych;
- popieranie szkół rzemieślniczych oraz przyczynianie się w inny sposób do podniesienia sprawności zawodowej rzemieślników mistrzów – majstrów, czeladników i terminatorów;
- wyznaczanie osób, powołanych do wydawania opinii, wymagających wiarogodności i znajomości w zakresie przedmiotów, mających znaczenie dla rzemiosła;
- przedstawianie kandydatów w przypadkach, w których udział reprezentantów rzemiosła przewidywały obowiązujące przepisy na stanowiska sędziów handlowych, członków rad państwowych, komisji szacunkowych;
- wydawanie opinii oraz zaświadczeń o istniejących zwyczajach w rzemiośle;
- tworzenie sądów polubownych rozstrzygania sporów, wynikłych ze stosunków zawodowych między rzemieślnikami, którzy nie należeli do zrzeszeń rzemieślniczych lub należeli do zrzeszeń, których statuty nie przewidywały sądów polubownych;
- zbieranie danych statystycznych dotyczących rzemiosła;
- wydawanie przepisów i zarządzeń, regulujących sprawy terminatorskie w myśl postanowień prawa przemysłowego i czuwanie nad ich wykonaniem;
- tworzenie komisji egzaminacyjnych czeladniczych i mistrzowskich w myśl postanowień prawa przemysłowego;
- współdziałanie ze związkiem izb rzemieślniczych i z rzemieślniczymi związkami
- spełniania innych czynności i zadań w zakresie działań regulowanych ustawami i rozporządzeniami ministrów.

## Skład Izby
Izba rzemieślnicza składały się z radców, którzy w trzech piątych wybierani byli przez rzemieślników oraz w dwóch piątych powołani przez Ministra Przemysłu i Handlu. Czynne prawo wyborcze posiadali rzemieślnicy bez różnicy płci, pełnoletni, obywatele polscy, nieograniczeni w prawach. Radcami byli rzemieślnicy, którzy wykonywali co najmniej od trzech lat samoistnie rzemiosło na podstawie karty rzemieślniczej. Bierne prawo wyborcze posiadali rzemieślnicy, którzy mieli czynne prawo wyborcze i ukończyli 30 lat życia.
Radcowie izby oraz ich zastępcy wybierani byli na okres 5 lat. Na podobny okres powołani byli radcowie przez Ministra Przemysłu i Handlu.

## Statut Izby
Minister Przemysłu i Handlu nadawał statut każdej izbie rzemieślniczej.
Statut zawierał:
- nazwę, miejsce siedziby izby i granice terenu działania;
- szczegółowy zakres działania;
- liczbę i charakter radców izby oraz ich zastępców, czas trwania ich kadencji;
- podział okręgu izby na obwody wyborcze, tudzież bliższe szczegóły, dotyczące postępowania wyborczego;
- liczbę członków zarządu izby, oraz sposób ich wyboru;
- prawa i obowiązki radców izby, oraz członków zarządu i komisji;
- zakres działania zebrania radców izby;
- zakres działania zarządu i dyrektura izby;
- sposób prawnego reprezentowania izby;
- sposób zwoływania zebrań radców izby, zarządu i komisji oraz warunki prawomocności ich uchwał;
- sposób wykonywania nadzoru nad izbą;
- sposób wydawania regulaminów komisji egzaminacyjnych, czeladniczych i mistrzowskich.

## Związek izb rzemieślniczych
Wszystkie izby rzemieślnicze tworzyli wspólną organizację pod nazwą: Związek Izb Rzemieślniczych Rzeczypospolitej Polskiej.
Związek izb rzemieślniczych był osobą prawną prawa publicznego i mógł nabywać i zbywać majątek ruchomy i nieruchomy. Był zwolniony od wszelkich podatków i opłat w tym samym zakresie i w tych samych przypadkach, w jakich obowiązujące ustawy przewidywały w stosunku do związków samorządu terytorialnego.

## Zadania Związku
Do zadań Związku izb rzemieślniczych należało:
- przedstawicielstwo izb rzemieślniczych wobec władz państwowych oraz organów samorządu terytorialnego i gospodarczego w sprawach, dotyczących ogólnych interesów rzemiosła;
- współdziałanie z władzami państwowymi i z rzemieślniczymi związkami gospodarczymi w sprawach, dotyczących ogólnych interesów rzemiosła, przez udzielanie informacji oraz wydawanie opinii i popieranie tych związków;
- składanie władzom państwowym życzeń i wniosków dotyczących całokształtu organizacji i polityki gospodarczej rzemiosła.

## Organy Związku
Organami związku izb rzemieślniczych były:
- Rada Związku;
- Zarząd;
- komisja rewizyjna;
- dyrektor.

Nadzór nad Związkiem izb wykonywał Minister Przemysłu i Handlu.

## Okręgi izb rzemieślniczych
Okręgi izb rzemieślniczych obejmowały następujące obszar:
- Izba rzemieślnicza w Warszawie – m. st. Warszawę.
- Izba rzemieślnicza we Włocławku – województwo warszawskie.
- Izba rzemieślnicza w Łodzi – województwo łódzkie.
- Izba rzemieślnicza w Kielcach – województwo kieleckie.
- Izba rzemieślnicza w Białymstoku – województwo białostockie.
- Izba rzemieślnicza w Lublinie – województwo lubelskie.
- Izba rzemieślnicza w Krakowie – województwo krakowskie.
- Izba rzemieślnicza we Lwowie – województwo lwowskie.
- Izba rzemieślnicza w Stanisławowie – województwo stanisławowskie.
- Izba rzemieślnicza w Tarnopolu – województwo tarnopolskie,
- Izba rzemieślnicza w Poznaniu – powiaty województwa poznańskiego: gostyński, grodziski, jarociński, kępiński, kościański, koźmiński, krotoszyński, leszczyński, międzychodzki, nowotomyski, obornicki, odolanowski, ostrowski, ostrzeszowski, pleszewski, poznański, rawicki, szamotulski, śmigielski, śremski, średzki, wolsztyński i wrzesiński.
- Izba rzemieślnicza w Bydgoszczy – powiaty województwa poznańskiego: bydgoski, chodzieski, czarnkowski, gnieźnieński, inowrocławski, mogileński, strzeliński, szubiński, wągrowiecki, wyrzyski i żniński.
- Izba rzemieślnicza w Grudziądzu – województwo pomorskie.
- Izba rzemieślnicza w Wilnie – województwo wileńskie.
- Izba rzemieślnicza w Nowogródku – województwo nowogródzkie.
- Izba rzemieślnicza w Brześciu nad Bugiem – województwo poleskie.
- Izba rzemieślnicza w Łucku – województwo wołyńskie.